# Frank Pape

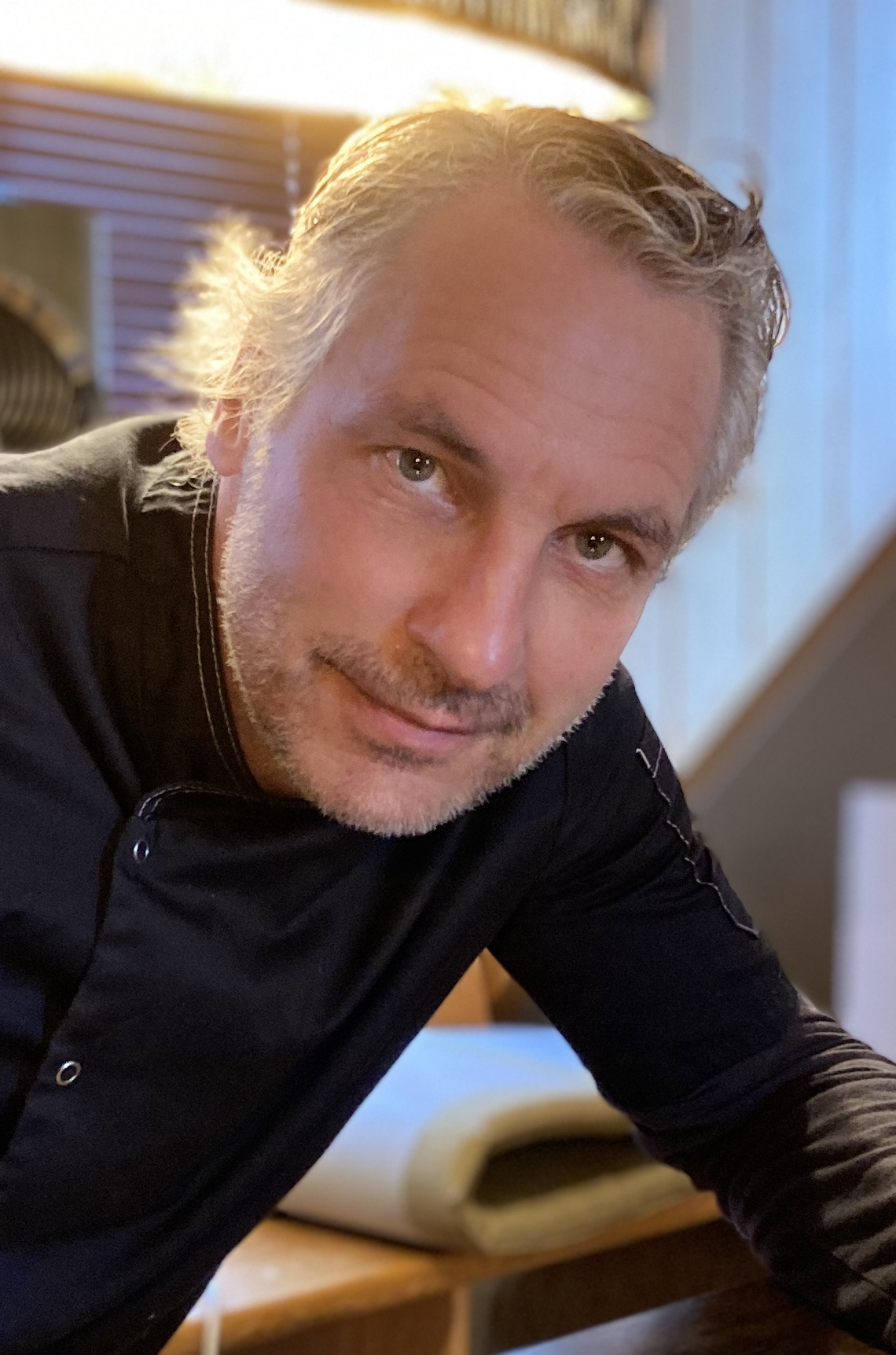
Frank Pape (2022)

Frank Pape (* 29. März 1970 in Gronau) ist ein deutscher Sozialaktivist, Unternehmer, Autor und Drehbuchautor.

## Leben
Gemäß seiner Autobiographie Ich, mit Risiken und Nebenwirkungen, wuchs Frank Pape als Sohn einer sesshaft gewordenen Roma-Familie in Münster auf. Dort durchlief er seine Schullaufbahn und absolvierte eine Ausbildung zum Elektroniker. Bereits in jungen Jahren zeigte er unternehmerisches Geschick in der Telekommunikationsbranche, was ihn zu weiteren beruflichen Engagements im Ausland führte. Weiterbildung und ein erweitertes Netzwerk führten ihn schließlich in den Bereich der Unternehmensberatung.
Im Jahr 2014 veröffentlichte Pape sein Debütwerk Mein Kind wird anders als ich: Kindliche Hirnprägungen und die heranwachsende Persönlichkeit. Ein Jahr später folgte sein Buch Gott, du kannst ein Arsch sein!, das nach der Veröffentlichung in die Spiegel-Bestsellerliste aufgenommen wurde und später mit Schauspielern wie Til Schweiger und Heike Makatsch verfilmt wurde. Im Jahr 2017 veröffentlichte er seine Biographie Ich, mit Risiken und Nebenwirkungen sowie das Buch Prinzessin mit Stock.
Seit 2019 führt Pape gemeinsam mit seiner Familie die „Familienrösterei“ in Preußisch Oldendorf. Die Rösterei hat sich neben der Kaffeeherstellung auch auf die Produktion von Schokolade und Pralinen spezialisiert. Durch  Qualifikationen erlangte Pape innerhalb von sechs Monaten einen Meisterbrief als Konditor. Ein Anteil der Einnahmen fließt in die Hospizarbeit seines Vereins Ein Lächeln für dich e. V.
Er lebt mit seiner Familie in Preußisch Oldendorf, Nordrhein-Westfalen.

## Soziales Engagement
Frank Pape ist seit den 2000er Jahren in der Hospizbewegung engagiert und hat mit seiner Familie ein eigenes „Hospitorium“ gegründet, eine Kombination aus Hospiz und Rückzugsort.
Durch regelmäßige Schulungen und Projekttage trägt Pape außerdem in Schulen oder öffentlichen Einrichtungen zur Sensibilisierung im Umgang mit Drogen bei Jugendlichen bei und engagiert sich in der Präventionsarbeit gegen Mobbing und Cybermobbing.

## Veröffentlichungen
- Mein Kind wird anders als ich: Kindliche Hirnprägungen und die heranwachsende Persönlichkeit. Tour des Lebens, Preußisch Oldendorf 2014, ISBN 978-3-00-044951-2
- Gott, du kannst ein Arsch sein! Heyne Verlag, München 2015, ISBN 978-3-453-60398-1 (verfilmt 2020)
- Ich, mit Risiken und Nebenwirkungen! Ein ungewöhnlicher Blick hinter die Kulissen des Lebens. Tour des Lebens, Preußisch Oldendorf 2017, ISBN 978-3-9816998-4-5
- Prinzessin mit Stock. Tour des Lebens, Preußisch Oldendorf 2017, ISBN 978-3-9816998-5-2